# Hieracium glanduliceps
Hieracium glanduliceps es una especie de planta con flor del género Hieracium, de la familia Asteraceae, orden Asterales.

## Distribución
Hieracium glanduliceps se distribuye por Inglaterra.

## Taxonomía
Fue descrita científicamente por Sell & C. West.
Tratamiento taxonómico
La especie aparece registrada y publicada en Watsonia.